# Blace (općina)
Blace (općina) (ćirilično: Општина Блаце) je općina u Topličkom okrugu na jugu Središnje Srbiji. Središte općine je grad Blace.

## Zemljopis
Po podacima iz 2004. općina zauzima površinu od 306 km², od čega 17.844 ha poljoprivrednih i 10.984 ha šumskih površina.

## Stanovništvo
Prema popisu stanovništva iz 2002. godine u općini živi 13.759 stanovnika, raspoređenih u 40 naselja.
Po podacima iz 2004. prirodni priraštaj je iznosio -6.2 ‰. Broj zaposlenih u općini iznosi 2.331 ljudi. U općini se nalazi 21 osnovna škola s 1.157 učenika i jedna srednje škole s 397 učenika.

### Grad
- Blace

### Naselja
| - Alabana - Barbatovac - Brežani - Više Selo - Vrbovac - Gornja Draguša - Gornja Jošanica - Gornje Grgure - Gornje Svarče - Donja Draguša - Donja Jošanica - Donja Rašica - Donje Grgure | - Donje Svarče - Drešnica - Đurevac - Kačapor - Kaševar - Krivaja - Kutlovac - Lazarevac - Mala Draguša - Međuhana - Muzaće - Popova - Prebreza | - Pretežana - Pretrešnja - Pridvorica - Rašica - Sibnica - Stubal - Suvaja - Suvi Do - Trbunje - Čungula - Čučale - Džepnica - Šiljomana |